# 高邮当铺
32°47′38″N 119°25′44″E / 32.79389°N 119.42889°E

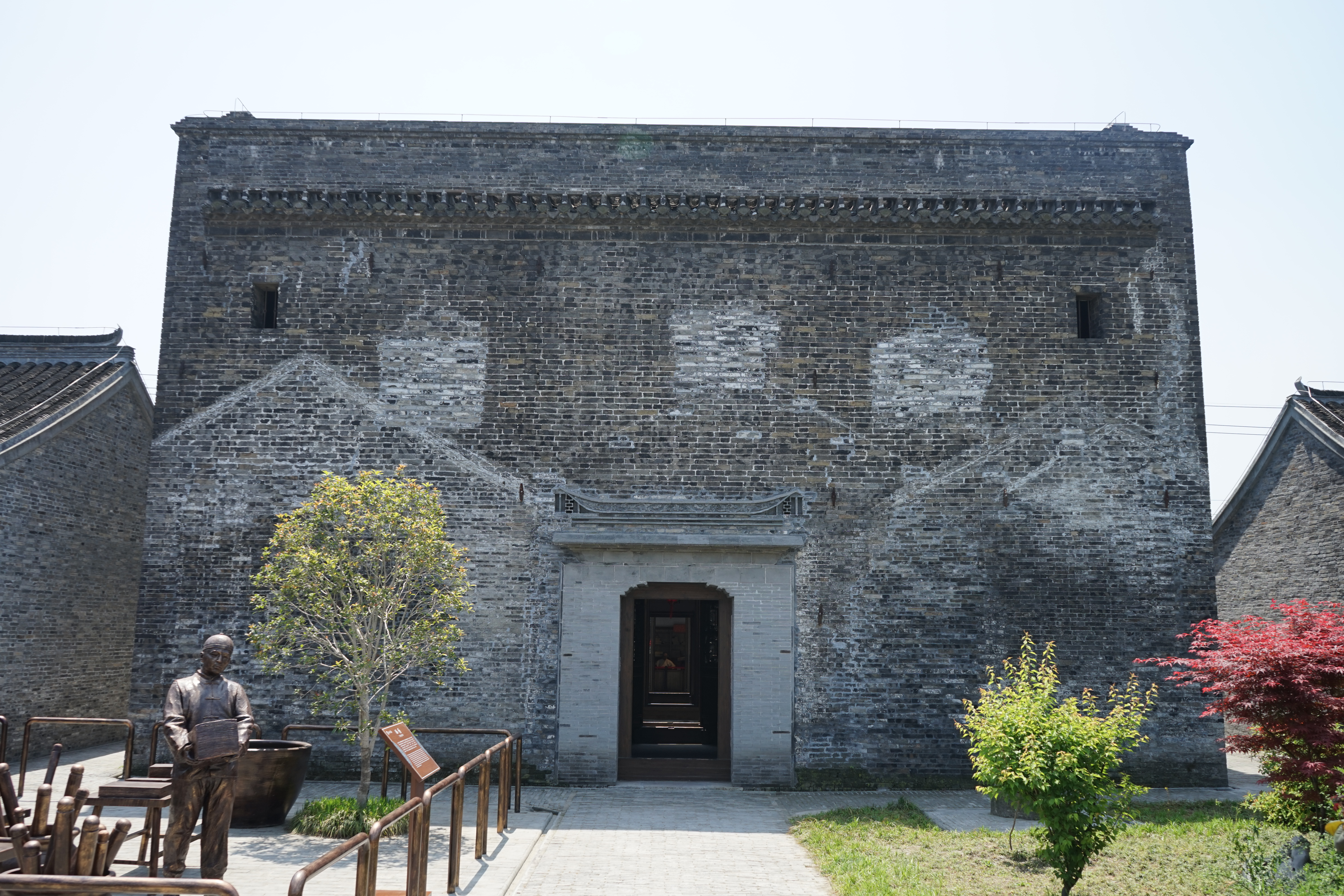
存箱楼

高邮当铺位于中国江苏省高邮市北门外人民路西段，2006年被列为第六批全国重点文物保护单位。

## 历史
当铺开设于清代早中期，传说原为和珅的私产。清末马士杰曾为最大股东，后由何梓独营，1927年停业，后又一度复业，至抗日战争期间彻底关闭。当铺南面临街，另三面与民宅毗邻，占地面积3300平方米，共五排五进，原有房间八十多间。高邮当铺是研究清代典当制度的重要实物。